# Böhmischer Landtag

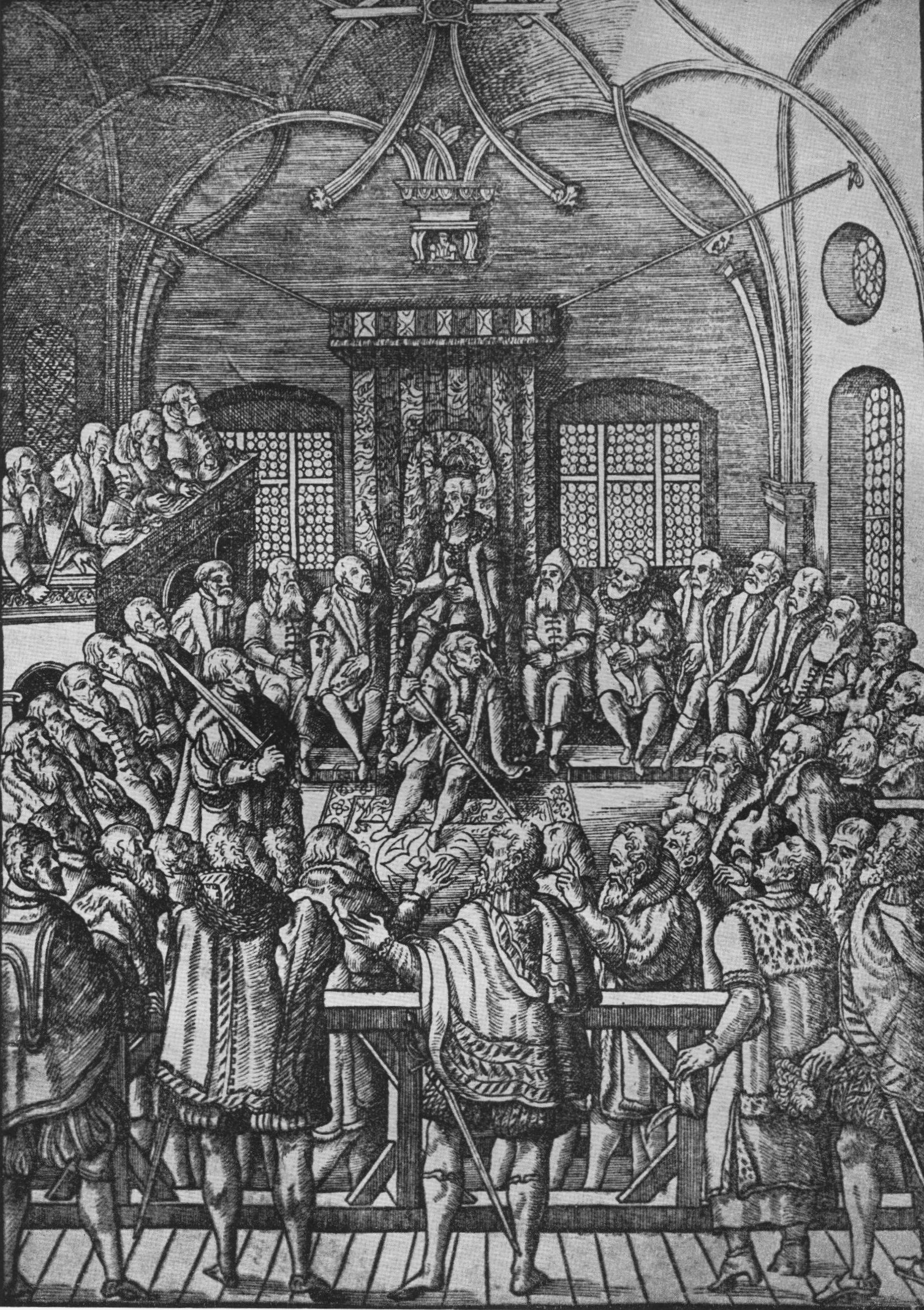
Sitzung des Böhmischen Landtags im Jahre 1564 unter Maximilian II.

Der Böhmische Landtag, amtliche Bezeichnung: Landtag des Königreiches Böhmen (tschechisch Sněm království Českého, auch Český zemský sněm) in Prag war bis 1913 über mehrere Jahrhunderte hinweg die politische Vertretung des Königreichs Böhmen. Er entstand als Ständevertretung der Prälaten, Herren, Ritter und Königlichen Städte. Deren vornehmstes Privileg war das Recht der Königswahl des Böhmischen Königs und zwar im Fall des Aussterbens der herrschenden Dynastie.

## Stände und Absolutismus

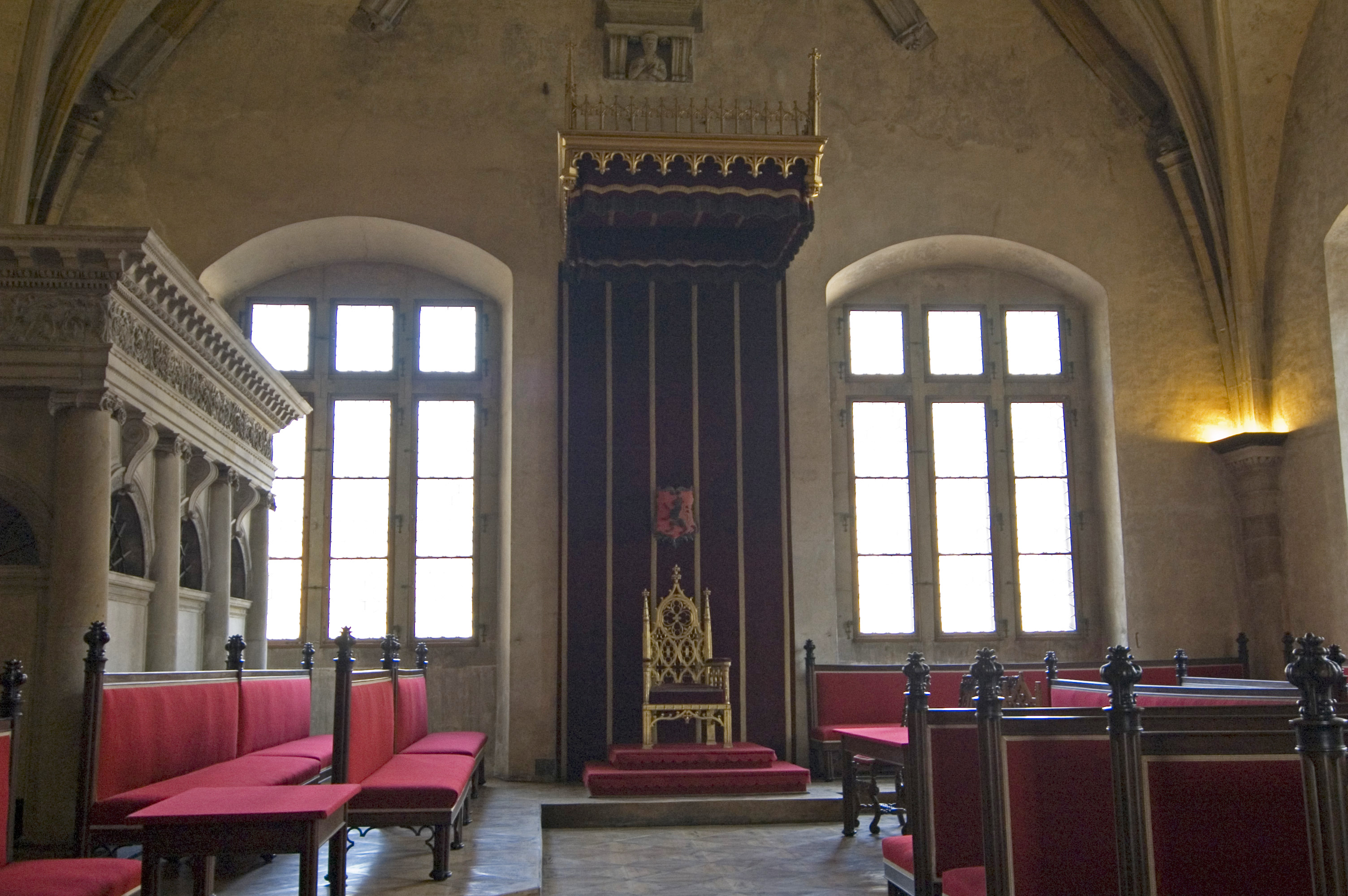
Der alte Sitzungssaal auf der Prager Burg

Der Böhmische Landtag war seit dem Mittelalter die oberste Repräsentanz der Stände. Die Stände Böhmens wählten den polnisch-litauischen Jagiellonen Vladislav II. 1471 zum König. Im Jahr 1500 wurde die nach dem König benannte Vladislavsche Landesordnung im Landtag verabschiedet. Sie sicherte den böhmischen Herren und Rittern weitgehende politische Mitspracherechte und gilt als älteste geschriebene Verfassung Böhmens.
Vorsitzender des Landtags war der Oberstburggraf (siehe Böhmische Landesämter). Er führte die Geschäfte mit acht vom Landtag nominierten Beisitzern, zwei aus jedem Stand.
Als 1547 der Ständeaufstand niedergeschlagen wurde, befand sich König Ferdinand I. in der stärkeren Position, die es ihm erlaubte, das Monarchische Prinzip in Böhmen durchzusetzen. Die Stände mussten praktisch auf das Widerstandsrecht verzichten, die Urteile des königlichen Appellationsgerichts anerkennen und vor allem dem dynastischen Erbrecht der Habsburger zustimmen.
Nachdem im Juni 1617 die Stände noch Erzherzog Ferdinand zum König von Böhmen gewählt hatten, mündete der innere Konflikt in eine offene Feindschaft, nachdem Ferdinand nach einem Protestschreiben der Stände weitere Ständeversammlungen verbot. Darauf warfen Vertreter der protestantischen böhmischen Stände die königlichen Statthalter nach einem Streitgespräch aus den Fenstern der Prager Burg. In der Anfangsphase des Ständeaufstands von 1618 wurde von den böhmischen Adeligen die Vorherrschaft der Habsburger noch anerkannt. Nach dem Tod des Kaisers Matthias im März 1619 verweigerten die böhmischen Stände dem Nachfolger Ferdinand II. gänzlich die Gefolgschaft. Am 31. Juli 1619 wurde eine neue böhmische Verfassung, die Confoederatio Bohemica, verabschiedet, in der das Königreich Böhmen mit seinen Nebenländern zu einer Konföderation gleichberechtigter Länder wurde, angeführt von einem durch die Stände gewählten Herrscher. Dieser Konföderation schloss sich auch ein Teil des österreichischen Adels an. Am 19. August 1619 wurde Ferdinand endgültig abgesetzt und am 26. August 1619 der Anführer der deutschen Calvinisten, Kurfürst Friedrich von der Pfalz, zum böhmischen König gewählt.
Nach der Niederlage der böhmischen Stände in der Schlacht am Weißen Berg 1620 erließ Ferdinand II. 1627 die Verneuerte Landesordnung, in der die Monopolstellung der Stände zugunsten des Landesherrn verschoben wurde. Trotz dieser Beschränkungen blieb der Landtag mit seinen Ausschüssen, vor allem dem als Exekutivorgan wirkenden Landesausschuss, ein wirksames Mittel der politischen Mitentscheidung. In den in der Regel jährlich stattfindenden Sitzungen konnten die Stände über das Recht auf Steuerhoheit dem Landesherrn entgegentreten. Alle direkten und indirekten Steuern, ausgenommen Zolleinnahmen, blieben in der Steuergewalt der Stände.
Auch nach 1627 blieb der Böhmische Landtag ein bedeutendes Gremium der Landesverwaltung, obwohl die böhmische Königin, Erzherzogin Maria Theresia und deren Sohn Kaiser Joseph II. ihn stark zu Gunsten Wiens in seinen Rechten beschnitten bzw. ihn gar nicht mehr einberufen hatten.
Der Landtag war somit mehr ein Relikt des Ständischen Staates als ein Instrument absolutistischer Herrschaft. Schon in den 1630er Jahren war der Landtag wieder Plattform zur Organisation der Opposition gegen den Monarchen und Ort für politische Auseinandersetzungen.
Erst unter der Regierung Maria Theresias wurde die Mitherrschaft der Stände nachhaltig eingeschränkt, da die Herrscherin daranging, in Wien zentrale Dienststellen für Angelegenheiten, die alle ihre Herrschaftsgebiete betrafen, zu schaffen.
Die ständischen Landtage wurden jedoch, mit Ausnahme der Jahre 1784–1788 unter Kaiser Josef II., ohne Unterbrechung bis 1848 abgehalten.
Der ständische Landtag tagte bis 1801 auf der Prager Burg. Ab 1801 hatte er seinen Sitz im Palais Thun auf der Prager Kleinseite. Dieser Tagungsort blieb bis 1913 bestehen. Heute ist das Palais der Sitz des Tschechischen Abgeordnetenhauses.

## Versuch eines gewählten Landtags der böhmischen Länder 1848

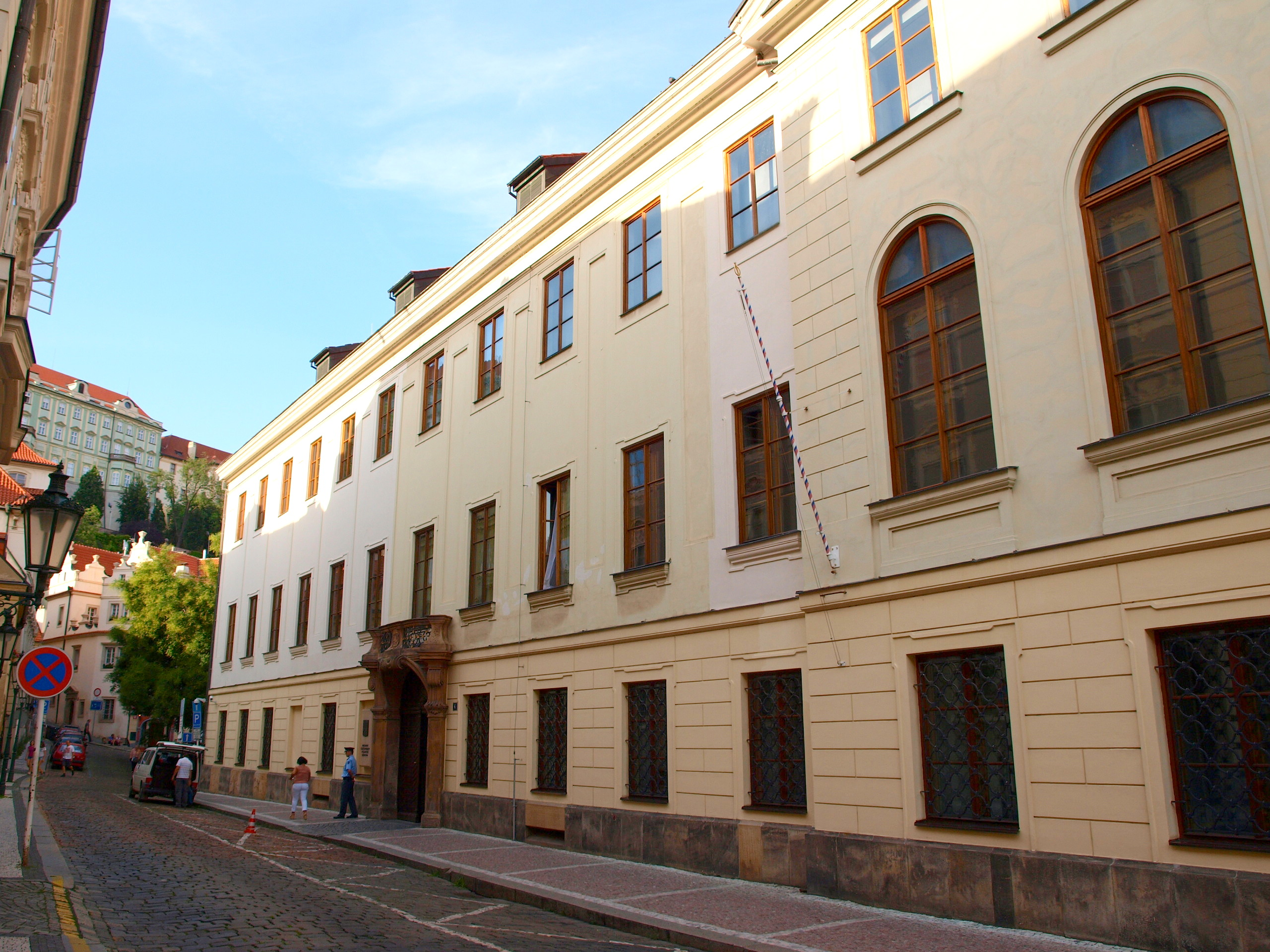
Sitz des Landtags 1801–1913: das Palais Thun

1848 hatten die Landstände 214 Mitglieder. Die Märzrevolution erfasste auch Böhmen und gipfelte im Prager Pfingstaufstand. Am 11. März 1848 wurde dem kaiserlichen Statthalter für Böhmen eine Petition übergeben, in der auch die Einberufung und Reform des Landtages gefordert wurde. Dieser sollte gewählt werden und auch Mähren und Österreichisch-Schlesien repräsentieren. Im Verlauf der Revolution bildete sich der Nationalausschuss von 1848, der sich als vorläufige Volksvertretung verstand. Die für den 30. März 1848 vorgesehene Eröffnung der Landstände erfolgte jedoch nicht. Stattdessen wurden die Stände auf unbestimmte Zeit vertagt.
Das Ringen um demokratische Erneuerung wurde damals bereits vom Nationalitätenkonflikt überschattet. Der Nationalausschuss war primär Vertreter der tschechischsprachigen Bevölkerung. 28 deutsch dominierte böhmische Städte protestierten schriftlich beim Kaiser und lehnten die Bildung eines Böhmischen Landtags ab.
Mit „allerhöchstem Kabinettsschreiben“ vom 8. April 1848 gab der Kaiser den Forderungen nach einem frei gewählten Landtag nach. Die Stadt Prag sollte 12 Abgeordnete wählen, Städte mit mehr als 8000 Einwohnern je zwei und Städte mit mehr als 4000 Einwohnern je einen. Die ländliche Bevölkerung sollte je Vikariat zwei Abgeordnete wählen. Hinzu sollten die Mitglieder der bisherigen Landstände sowie der Rektor sowie die vier Dekane der Fakultäten der Universität Prag und ein Vertreter der Technischen Hochschule Prag kommen. Das Wahlrecht sollte jedem steuerpflichtigen Bürger zustehen. Der Landtag solle das Recht haben, „über alle Landesangelegenheiten zu beraten und zu beschließen“.
Leo von Thun-Hohenstein, der kaiserliche Statthalter in Böhmen, erhielt keine Weisungen aus Wien und entschied sich, Landtagswahlen für den 17. und 18. Mai auszuschreiben. Die Wahl konnte jedoch nicht wie vorgesehen durchgeführt werden. Während insbesondere in Prag die Wahl abgelehnt wurde, weil das Wahlrecht die vormaligen Privilegien nicht beseitigte, hofften die konservativen Kräfte auf eine Rückkehr der alten Zustände.
Am 25. April 1848 wurde mit Allerhöchstem Patent die Verfassungs-Urkunde des österreichischen Kaiserstaates, auch in Böhmen gültig, erlassen, die Pillersdorfsche Verfassung, die gemäß § 2 auch für das Königreich Böhmen, Österreichisch-Schlesien und die Markgrafschaft Mähren galt. Darin wurde die Änderung der bisherigen Regeln für Landtage angekündigt.
Am 26. August 1848 wurde der Nationalausschuss verboten. Die Wahl und der Zusammentritt eines Landtags der böhmischen Länder scheiterten, der alte Ständische Landtag wurde, als letztes Relikt der böhmischen Selbstbestimmung, vom Kaiser aufgelöst. Die gewählten böhmischen Vertreter wirkten im Reichstag in Wien mit, konnten aber das Scheitern der 1848er Revolution nicht verhindern.

## Gewählter Landtag 1861–1913

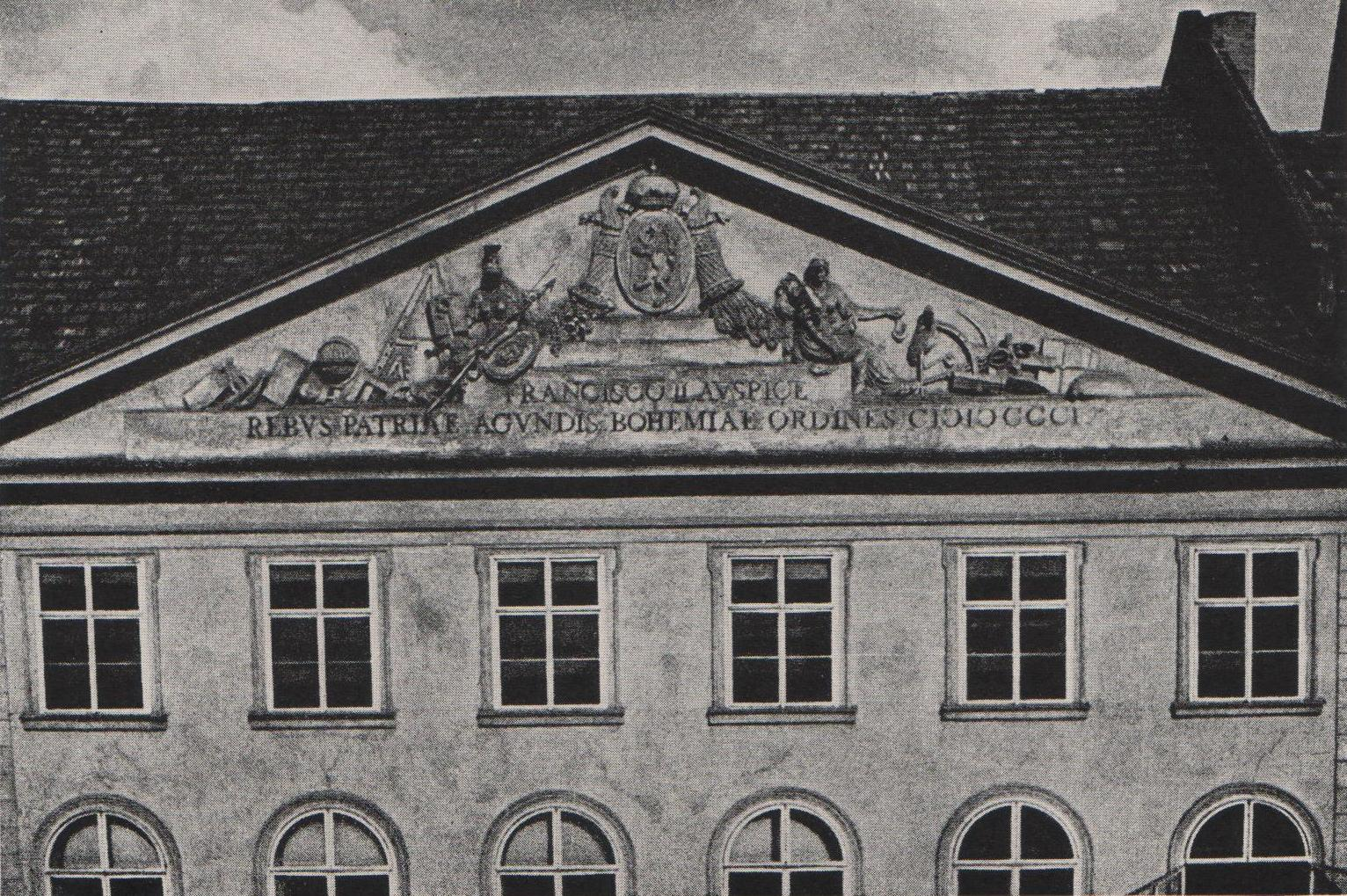
Giebel des Palais Thun mit dem Wappen von Böhmen

Das 1860 erlassene Oktoberdiplom hatte den Kronländern Landtage versprochen, deren Einführung in der Februarverfassung vom 28. Februar 1861 im Detail geregelt wurde: Dazu lagen für jedes Kronland, so auch für Böhmen, eigene Bestimmungen bei.
Durch ihr Amt waren der Erzbischof von Prag, die Bischöfe von Leitmeritz, Königgrätz und Budweis sowie der Rektor der Prager Universität (ab 1882: beide Rektoren der Prager Universitäten) ohne Wahl auf Dauer ihrer Funktion Landtagsmitglieder.
Die anderen 236 Mitglieder wurden in drei Kurien gewählt:
- Erste Kurie (Großgrundbesitzer) mit 70 Abgeordneten, davon gewählt
  - 16 Abgeordnete durch die Fideikommissbesitzer und
  - 54 Abgeordnete durch die weiteren Großgrundbesitzer.
- Zweite Kurie (Städte und Handelskammern) mit 87 Abgeordneten; davon gewählt
  - 72 Abgeordnete von den Städten
  - 15 Abgeordnete von den Handels- und Gewerbekammern (Prag: 4, Budweis: 2, Reichenberg: 4, Eger: 3, Pilsen: 2).[14]
- Dritte Kurie (Gemeinden) mit 79 Abgeordneten, gewählt von den übrigen Gemeinden.

Während 1848 auf einen Zensus verzichtet werden sollte, war nun ein Zensus vorgesehen. Das Wahlrecht, nur für Männer bestimmt, setzte eine jährliche Steuerzahlung von 10 Gulden voraus; dies schloss die ärmeren Schichten ebenso wie alle Frauen von der politischen Mitbestimmung aus.
Wegen dieser Vorgaben wurde der Böhmische Landtag 1861 erstmals gewählt. Die Demokratisierung des böhmischen Wahlrechts, auf Gesamtstaatsebene durch die von k.k. Ministerpräsident Max Wladimir von Beck mit Rückendeckung des Kaisers betriebene Wahlrechtsreform 1906/1907 gelungen, kam in der Monarchie nicht zustande, da die deutschen Eliten die Majorisierung durch das mehrheitlich tschechische Volk fürchteten.
Das Palais Thun-Hohenstein, wo der ständische Landtag seit 1801 seinen Sitz hatte, wurde für den nach Kurien gewählten Landtag 1861 adaptiert.
Seit dem Österreichisch-ungarischen Ausgleich von 1867 gehörte Böhmen zum cisleithanischen Teil der Doppelmonarchie, für den 1867 die so genannte Dezemberverfassung erlassen wurde, die bis 1918 galt. Die Tschechen fühlten sich durch den Ausgleich als Nation minderen Ranges eingestuft, hatten doch die Magyaren für das Königreich Ungarn (durch eine Realunion mit Österreich beeinträchtigte) Eigenstaatlichkeit erstritten, die Tschechen aber ihren Wunsch nach einer Regierung der böhmischen Länder in Prag nicht durchsetzen können.
Nach 1867 nützten Tschechen und Deutsche den Landtag ebenso wie den Wiener Reichsrat dazu, einander Steine in den Weg zu legen.
1871 beschloss der Landtag, unter Boykott der deutschen Abgeordneten, die Schaffung einer autonomen Verfassung („Fundamentalartikel“) zum Schutz des gleichen Rechts der böhmischen und der deutschen Nationalität im Königreich Böhmen. Das Vorhaben kam mangels Unterstützung durch den Monarchen nicht zustande.
Der österreichische Ministerpräsident Eduard Taaffe erließ am 19. April 1880 Sprachverordnungen. Diese legten fest, dass Tschechisch neben Deutsch auch in jenen Territorien Amtssprache wurde, wo die Bevölkerung in ihrer Majorität deutsch war. Außerdem bewog Taaffe den Reichsrat dazu, das Wahlrecht zu erweitern. Die Mindeststeuerleistung („Zensus“), die Männer nachweisen mussten, um das Wahlrecht zu haben, wurde von zehn auf fünf Gulden heruntergesetzt (1901 auf den Gegenwert von vier Gulden, nunmehr 8 Kronen, ermäßigt). Dadurch erhielten die Tschechen 1883 erstmals die Mehrheit im Landtag. Jeder Versuch der Wiener Regierung, den Tschechen generell mehr politische Gerechtigkeit zu gewähren, stieß auf den wütenden Widerstand der Deutschen in der Monarchie, die ihre Vorrechte verteidigten.
Ab den 1880er Jahren wuchs auf tschechischer wie auf deutscher Seite eine neue Generation nach, die Konfrontation nicht scheute. Die Jungtschechen (Mladočeši), 1874 gegründet, erreichten bei den Landtagswahlen 1889 und 1891 die Mehrheit. Ihre Wähler wollten die größtmögliche Selbstständigkeit des Landes erreichen und strebten nicht mehr nach einem deutsch-tschechischen Ausgleich, wie ihn die konservativen Alttschechen anstrebten. 1893 kam es in Prag zu nationalistischen Gewalttätigkeiten, worauf der Landtag geschlossen wurde. Statthalter Franz von Thun und Hohenstein rief am 12. September 1893 den Ausnahmezustand für die Stadt aus.
Zahlreiche Gesetzentwürfe nationalpolitischen Inhalts wurden dem Landtag vorgelegt und beschäftigten ihn jahrelang, ohne dass es jemals zu einem greifbaren Resultat gekommen wäre. Beschlüsse der tschechischen Mehrheit, wie der 1900 von Karel Kramář eingebrachte Adressentwurf mit der Forderung auf das unbestreitbare Recht des Königreiches auf die selbständige Gesetzgebung und Verwaltung, hatten in der Realität kaum Auswirkungen. Durch die Obstruktion der deutschen Abgeordneten war der Landtag 1903 / 1904 ebenso handlungsunfähig wie der Reichsrat. Außerstande, sich in nationalen Fragen zu einigen, wurden wichtige Gesetze im Bereich Wirtschaft und Soziales verhindert.
Der Böhmische Landtag bestand seit 1882. Da es nach der nationalen Teilung der Prager Universität nunmehr zwei Prager Universitätsrektoren gab, die von Amts wegen Landtagsmitglieder waren, aus 242 Mitgliedern. Er war einer der wenigen Landtage der Monarchie, der bis 1914 keine Wahlrechtsreform zur Einführung einer allgemeinen Wählerklasse zustande brachte.
| Zahl der Jahres- sessionen / Sitzungen | Eröffnung     | Schluss       | Auflösung     | Mandate tschechischer Parteien | Mandate tschechischer Parteien     | Mandate tschechischer Parteien | Mandate deutscher Parteien          | Mandate deutscher Parteien              | Mandate deutscher Parteien | Mandate deutscher Parteien |
| Zahl der Jahres- sessionen / Sitzungen | Eröffnung     | Schluss       | Auflösung     | Nationalpartei (Alttschechen)  | Freisinnige Partei (Jungtschechen) | Agrarier                       | Deutsch-liberale Fortschrittspartei | Deutschnationale – Deutsche Volkspartei | Agrarier                   | Deutsch- radikale Partei   |
| -------------------------------------- | ------------- | ------------- | ------------- | ------------------------------ | ---------------------------------- | ------------------------------ | ----------------------------------- | --------------------------------------- | -------------------------- | -------------------------- |
| 5 / 183                                | 6. Apr. 1861  | 21. Dez. 1866 |               |                                |                                    |                                |                                     |                                         |                            |                            |
| 1 / 7                                  | 18. Feb. 1867 | 27. Feb. 1867 | 26. Feb. 1867 |                                |                                    |                                |                                     |                                         |                            |                            |
| 3 / 47                                 | 6. Apr. 1867  | 30. Okt. 1869 | 29. Juli 1870 |                                |                                    |                                |                                     |                                         |                            |                            |
| 2 / 18                                 | 30. Aug. 1870 | 8. Nov. 1871  | 13. März 1872 |                                |                                    |                                |                                     |                                         |                            |                            |
| 6 / 125                                | 24. Apr. 1872 | 21. Apr. 1877 |               |                                |                                    |                                |                                     |                                         |                            |                            |
| 4 / 74                                 | 24. Sep. 1878 | 23. Okt. 1882 | 17. Mai 1883  | 69                             | 14                                 |                                | 83                                  |                                         |                            |                            |
| 6 / 158                                | 5. Juli 1883  | 19. Jan. 1889 |               | 79                             | 13                                 |                                | 37                                  | 36                                      |                            |                            |
| 6 / 185                                | 10. Okt. 1889 | 16. Feb. 1895 |               | 58                             | 39                                 |                                | 34                                  | 35                                      |                            |                            |
| 5 / 147                                | 28. Dez. 1895 | 7. Juni 1901  | 8. Aug. 1901  | 3                              | 90                                 | 2                              | 54                                  | 13                                      |                            |                            |
| 2 / 103                                | 28. Dez. 1901 | 10. Sep. 1907 |               | 6                              | 66                                 | 21                             | 26                                  | 14                                      | 3                          | 25                         |
| 2 / 23                                 | 15. Sep. 1907 | 10. März 1911 | 26. Juli 1913 | 4                              | 38                                 | 43                             | 19                                  | 8                                       | 15                         | 15                         |

| Legislatur | tschechische Abgeordnete | tschechische Abgeordnete | deutsche Abgeordnete | deutsche Abgeordnete |
| Legislatur | Zahl                     | %                        | Zahl                 | %                    |
| ---------- | ------------------------ | ------------------------ | -------------------- | -------------------- |
| 1878–1882  | 83                       | 50,0 %                   | 83                   | 50,0 %               |
| 1883–1889  | 92                       | 55,8 %                   | 73                   | 44,2 %               |
| 1889–1895  | 97                       | 58,4 %                   | 69                   | 41,6 %               |
| 1895–1901  | 95                       | 58,6 %                   | 67                   | 41,4 %               |
| 1901–1907  | 93                       | 57,8 %                   | 68                   | 42,2 %               |
| 1907–1913  | 85                       | 59,9 %                   | 57                   | 40,1 %               |

### Auflösung 1913

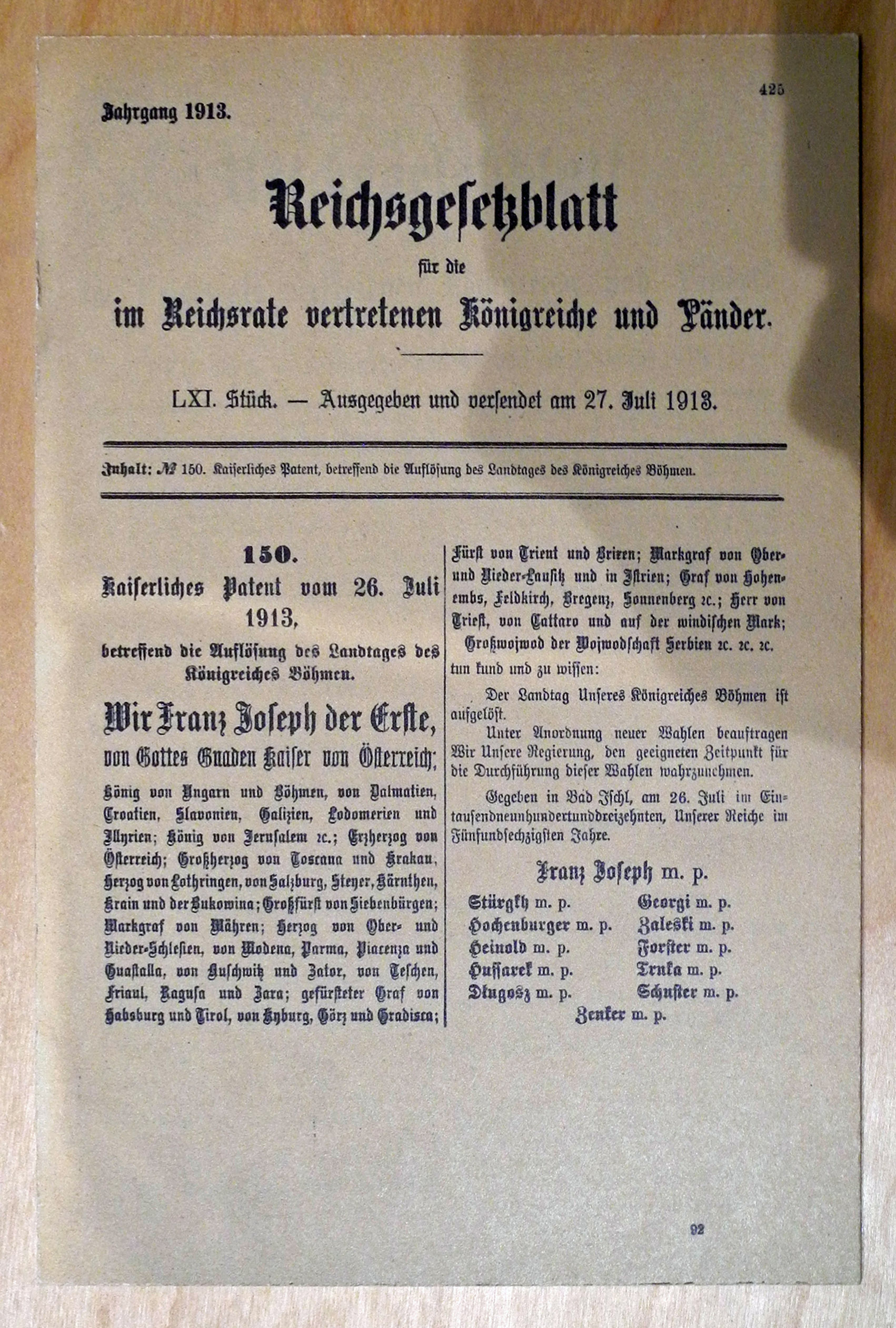
Kaiserliches Patent von 1913 zur Auflösung des Böhmischen Landtags

Der 1908 gewählte 11. Landtag stand von Anfang an im Konflikt um die Wahlrechtsreform und den Ausgleich von Deutschen und Tschechen. Die deutschen Parlamentarier boykottierten den Landtag 1909 und 1910, so dass sinnvolle Arbeit nicht möglich war. Gleichzeitig boykottierten die Tschechen den Reichsrat.
1911 versuchte der neu ernannte Statthalter Franz von Thun und Hohenstein die Parteien zur Zusammenarbeit zu bewegen. Zwar fanden nun Sitzungen statt, Ergebnisse erbrachte die parlamentarische Arbeit jedoch weiterhin nicht. Wegen der Arbeitsunfähigkeit des Landtages und weil die Finanzen auf eine Katastrophe zutrieben, schlug Ministerpräsident Karl Stürgkh dem Kaiser vor, den Landtag aufzulösen und den Oberstlandmarschall Ferdinand von Lobkowitz zu entheben.
Mit kaiserlichem Dekret vom 26. Juli 1913 wurde der Landtag aufgelöst und statt des funktionsunfähigen bisherigen Landesausschusses die Einsetzung einer vom Kaiser zu berufenden Landesverwaltungskommission rechtlich definiert. Diese Kommission bestand aus fünf tschechischen und drei deutschen Mitgliedern unter dem Vorsitz von Adalbert Graf Schönborn. Von der Neuwahl des Landtags war im kaiserlichen Dekret nur indirekt die Rede; es wurde kein Wahltermin angekündigt.
Mit dieser Auflösung endete die Geschichte des Böhmischen Landtags. Nach der Tschechoslowakischen Unabhängigkeitserklärung 1918 wurde die aus dem Tschechoslowakischen Nationalausschuss hervorgegangene Nationalversammlung sein Nachfolger als böhmisches (und mährisches) Parlament.

### Landesausschuss und Oberstlandmarschälle
Der aus Landtagsmitgliedern bestehende Landesausschuss war die Landesregierung Böhmens. An der Spitze des Landesausschusses stand der vom Kaiser ernannte Oberstlandmarschall, ebenfalls ein Landtagsmitglied. Neben diesem bildeten sein Stellvertreter und acht vom Landtag gewählte Mitglieder (je zwei aus jeder Kurie und zwei aus dem Landtag insgesamt) den Landesausschuss.
| Oberstlandmarschall         | Amtszeit von       | Amtszeit bis       |
| --------------------------- | ------------------ | ------------------ |
| Albert Graf Nostitz-Rieneck | 31. März 1861      | 31. Juli 1863      |
| Karl Graf Rothkirch-Panthen | 9. November 1863   | 30. September 1866 |
| Albert Graf Nostitz-Rieneck | 4. Oktober 1866    | 27. Februar 1867   |
| Edmund Graf Hartig          | 4. April 1867      | 3. August 1867     |
| Adolph Fürst Auersperg      | 4. August 1867     | 31. März 1870      |
| Albert Graf Nostitz-Rieneck | 26. August 1870    | 23. Dezember 1870  |
| Georg Fürst Lobkowitz       | 11. September 1871 | 23. April 1872     |
| Karl Fürst Auersperg        | 23. April 1872     | 31. Mai 1883       |
| Georg Fürst Lobkowitz       | 4. Juli 1887       | 10. Dezember 1907  |
| Ferdinand Fürst Lobkowitz   | 28. August 1908    | 26. Juli 1913      |